# Eulocastra albipunctella
Eulocastra albipunctella là một loài bướm đêm trong họ Noctuidae.